# Itō Yoshisuke
Itō Yoshisuke est un nom japonais traditionnel ; le nom de famille (ou le nom d'école), Itō, précède donc le prénom (ou le nom d'artiste).
Itō Yoshisuke (伊東義祐, né en 1512 et décédé le 29 août 1585) est un daimyo de la période Sengoku, à la tête du clan Itō de son vivant.
Yoshisuke, qui est un descendant d'Itō Suketsune, hérite du domaine d'Agata dans la province de Hyuga en 1584.

## Source de la traduction
- (en) Cet article est partiellement ou en totalité issu de l’article de Wikipédia en anglais intitulé « Itō Yoshisuke » (voir la liste des auteurs).